# メイク・イット・ハプン!
『メイク・イット・ハプン!』（原題：MAKE IT HAPPEN）は、アメリカ合衆国の映画作品。

## キャスト
| 役名     | 俳優                                 | 日本語吹替 |
| -------- | ------------------------------------ | ---------- |
| ローリン | メアリー・エリザベス・ウィンステッド | 長沢美樹   |
| ダナ     | テッサ・トンプソン                   | 宮本茉奈   |
| ラス     | ライリー・スミス                     | 利根健太朗 |
| ジョエル | ジョン・リアドン                     | 加藤清司   |
| ブレンダ | カレン・ルブラン                     | 仲村かおり |
| カルメン | ジュリッサ・ベルムデス               | 櫻井智     |
| ブルック | アシュリー・ロバーツ                 | 渡邉幸代   |
| ウェイン | マット・キッペン                     | 丹沢晃之   |

- その他の声の吹き替え：小林和矢／石川和之／田中里和／伊藤美穂